# HD 73534 b
HD 73534 b (بالإنجليزية: HD 73534 b)‏ الذي يرمز له بالرمز HD 73534b، هو كوكب خارج المجموعة الشمسية، في كوكبة السرطان، يتبع HD 73534 ‏.

## الاكتشاف
اكتشف في 12 أغسطس 2009.